# Église Saint-Pierre du Monteil (Le Crestet)
L'église Saint-Pierre du Monteil est une église située dans la commune du  Crestet, dans le département français de l'Ardèche, en France.

## Historique
L'édifice est inscrit au titre des monuments historiques en 1974.